# Kung Fu Panda: El enfrentamiento de las leyendas legendarias
Kung Fu Panda: El enfrentamiento de las leyendas legendarias es una videojuego perteneciente al género de Acción y lucha, basado en la franquicia de Kung Fu Panda. Fue lanzado en varias plataformas incluyendo PlayStation 4, PlayStation 3, Xbox 360, Xbox One, Nintendo 3DS, Wii U y Windows, en Europa el 27 de noviembre del año 2015, y en América del Norte el 1 de diciembre del 2015. La versión de Wii U fue más tarde lanzada el 15 de diciembre de 2015.
Conrad Vernon, Steele Gagnom, Sumalee Montano, James Hong y Randall Duk Kim retoman sus papeles de la serie de películas. Mick Wingert y Amir Talai repiten sus papeles de la franquicia de videojuegos y de la serie de televisión.

## Jugabilidad

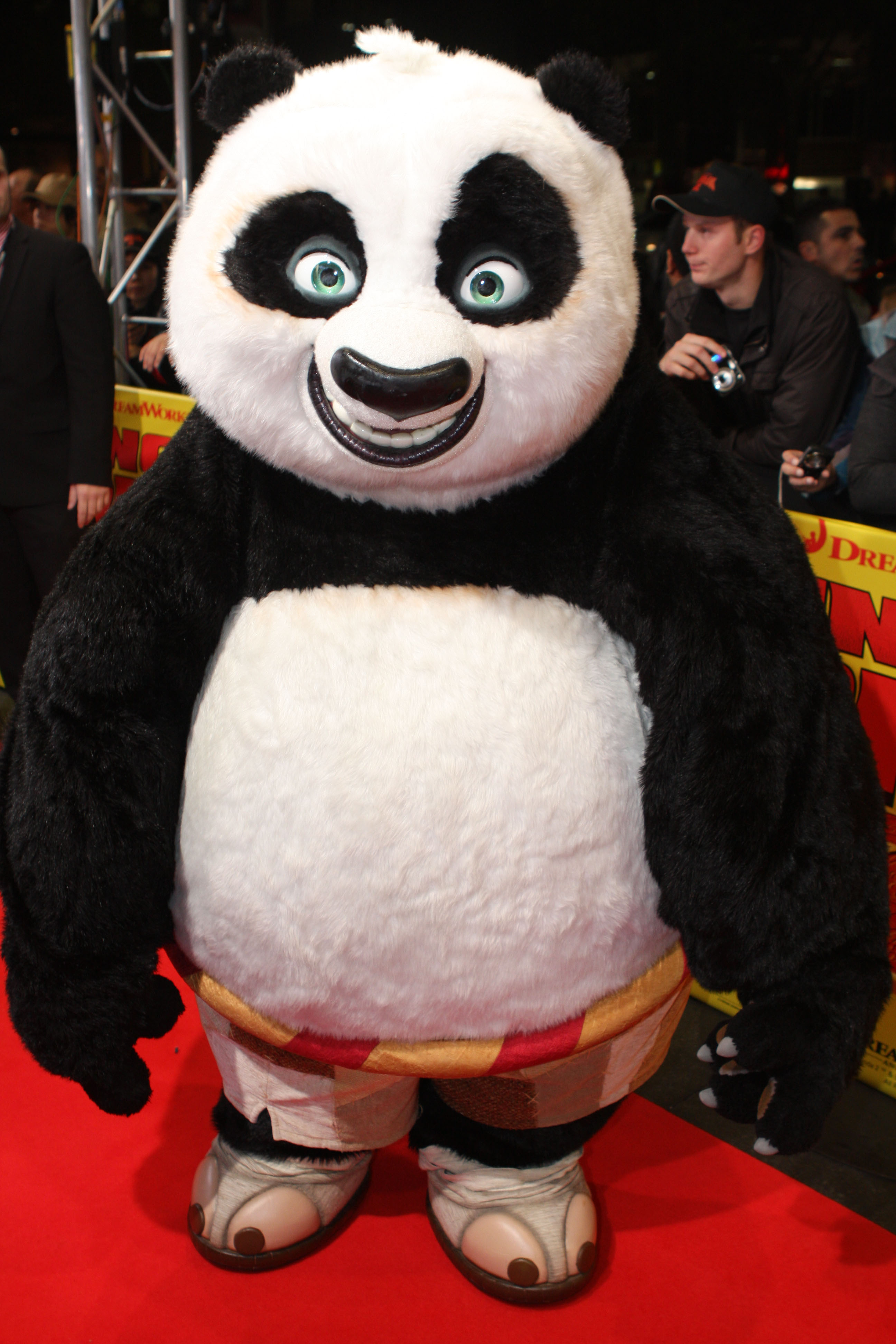
Jack Black como Po el Guerrero Dragón

Kung Fu Panda: El enfrentamiento de las leyendas legendarias es un videojuego de lucha en 2.5D y presenta personajes de las tres películas, incluido el protagonista principal Po, "Los Cinco Furiosos" y todos los villanos de la saga de películas.

## Recepción
Kung Fu Panda: El enfrentamiento de las leyendas legendarias recibió entre críticas mixtas y críticas promedio en Metacritic que dieron la versión de Xbox One 68 de 100 basados en 4 críticas.
En el sitio web Game del Reino Unido, el videojuego obtuvo un puntaje del 100% con la consola PlayStation 4.
Además de esto, el videojuego solo ha tenido un jugador profesional, el cual es Max Ponting.